# Siderocastro
Siderocastro (em grego: Σιδηρόκαστρον; romaniz.: Siderókastron) foi um assentamento fortificado situado no Monte Eta, na Grécia Central. Ele aparece pela primeira vez no século XIII. Alguns estudiosos identificam-se com Heracleia da Traquínia e Delfos, mas com base na descrição da Crônica da Moreia, é mais provável ser identificado com o assentamento fortificado arruinado situado num planalto rochoso encontrado no maciço isolado oriental do Monte Eta, nas margens do curso superior do rio Asopo próximo as vilas modernas de Pavliani e Cumaritsi. Seu nome ("Castelo de Ferro" em grego) possivelmente deriva do passo vizinho de Sideroporta, que deu-lhe certa importância estratégica, pois ele controlou as estranhas da montanha do Asopo para o Cefiso da Beócia, e para o Dio Vuna. É um dos castelos popularmentes conhecidos como Kastro tis Orias.
Siderocastro é mencionado pela primeira vez em 1275 como um dos castelos cedidos pelo governante da Tessália, João I Ducas (r. 1268–1289), para o Ducado de Atenas, como o dote de sua filha Helena Angelina Comnena. Em algum momento entre 1318 e 1327, foi conquistado pela Companhia Catalã, que pela época havia tomado posse do Ducado de Atenas. Exceto por uma breve ocupação incerta por invasores albaneses em 1367, permaneceu nas mãos de várias famílias catalãs até ao menos 1382, e possivelmente até a conquista otomana do Condado de Salona em 1392. Depois disso ele perdeu sua importância como uma fortaleza fronteiriça e foi abandonado. Atualmente o sítio está abandonado e acessível apenas a pé de Pavliani. Até a Segunda Guerra Mundial, vastas porções das fortificações sobreviveram, mas atualmente apenas algumas reminiscências da porção norte-sul dos muros defensivos sobreviveram.